# Pedro de la Bárcena Valdivieso
Pedro de la Bárcena Valdivieso   (Berodia, 28 de juliol de 1768 - Oviedo, 19 de novembre de 1836) va ser un militar i polític espanyol.

## Biografia
Capità d'Infanteria del Regiment Provincial d'Oviedo en 1801, va combatre les tropes napoleòniques en la guerra del francès com a coronel, brigadier i mariscal de camp des de 1808 a 1811, i fou ferit en les accions militars de Geva i Puelo. Tinent general en 1816, durant el Trienni liberal va ser ministre de la Guerra entre abril i juny de 1823.